# Indigofera dissitiflora
Indigofera dissitiflora är en ärtväxtart som beskrevs av Daniel Oliver. Indigofera dissitiflora ingår i släktet indigosläktet, och familjen ärtväxter. Inga underarter finns listade i Catalogue of Life.